# Lotta & das ewige Warum
Lotta & das ewige Warum ist ein deutscher Fernsehfilm von Joseph Orr aus dem Jahr 2015. Es handelt sich um die vierte Episode der ZDF-Filmreihe Lotta mit Josefine Preuß in der Titelrolle. Die Fernsehreihe basiert auf dem Buch Die letzten Dinge von Annegret Held.

## Handlung
Nachdem Lottas Freund David aus Indien zurückgekommen ist, ziehen beide zusammen, trotz Lottas Bedenken. David fasst beruflich schnell Fuß und bekommt eine Stelle beim renommierten Professor Dr. Bieler. Privat hingegen ist er von Lottas Elan und Tempo etwas überfordert. Sowohl Lotta als auch David haben mit dem Zusammenleben ihre Schwierigkeiten. Zudem finden sie noch heraus, dass ihre Eltern ein kleines Stelldichein haben, welches aber bald schon beendet wird.
Lotta lernt den Straßenkünstler Paul Ostern kennen, der bescheiden in der Natur lebt. Da er offensichtlich Hautkrebs hat, kann sie ihn zu einem Arztbesuch trotz fehlender Krankenversicherung überzeugen. Als seine Bleibe abgerissen wird, nimmt Lotta ihn kurzzeitig bei sich auf. Mit der Aussicht auf Heilung fasst er wieder neuen Lebensmut. David hingegen fühlt sich mit der Beziehung zu Lotta überfordert. Es kommt zur Trennung.

## Hintergrund
Lotta & das ewige Warum wurde vom 5. Juni 2014 bis zum 7. Juli 2014 an Schauplätzen in Berlin und Halle (Saale) gedreht. Produziert wurde der Film von der Novafilm Fernsehproduktion.
Die Erstausstrahlung erfolgte am 3. September 2015 und erreichte einen Gesamtmarktanteil von 3,81 Millionen Zuschauern, dies entspricht 13,2 von Prozent. In der Zielgruppe der 14-49-Jährigen wurden 9,9 Prozent Marktanteil erreicht, was den Top-Wert von Lotta & die frohe Zukunft noch übertreffen konnte.

## Kritik
Für die Kritiker der Fernsehzeitschrift TV Spielfilm fand, dass Lotta & das ewige Warum unverkrampft ernste Alltagsthemen streife und dabei „temporeich inszeniert, erfrischend gespielt“ sei. Sie bewerteten den Film mit dem Daumen nach oben.